# Innovation financière
Une innovation financière est une innovation applicable dans le domaine de la finance. L'innovation financière est la création de nouveaux instruments, technologies, institutions et marchés financiers. Une innovation financière peut être, par exemple, la création de nouveaux types d'actifs financiers ou de technologies financières. Les innovations financières les plus récentes comprennent les fonds spéculatifs, le capital-investissement, les dérivés climatiques, les produits de détail structurés, les fonds négociés en bourse, les bureaux multifamiliaux et les obligations islamiques (Sukuk). Le système bancaire parallèle a donné naissance à un certain nombre d'innovations financières, notamment les titres adossés à des créances hypothécaires et les obligations adossées à des créances (CDO).
Il existe trois catégories d'innovation : institutionnelle, de produit et de processus. Les innovations institutionnelles concernent la création de nouveaux types d'activités financières, telles que les sociétés de cartes de crédit, les sociétés de conseil en investissement et de services connexes et les banques directes. L'innovation de produit concerne de nouveaux produits tels que les produits dérivés, la titrisation et les prêts hypothécaires en devises. L'innovation de processus concerne de nouvelles façons de faire des affaires financières, notamment la banque en ligne et la banque par téléphone.

## Concept
Une innovation financière est une invention applicable à terme à la finance. Il peut s'agir de technologie comme de nouveaux actifs. Les innovations financières ont pour objectif ou bien d'augmenter les profits, ou bien de réduire les risques, ou bien de contourner des contraintes imposées par la régulation.
Lorsqu'elles sont mal maîtrisées, les innovations financières peuvent être à l'origine de crises financières.

## Le contexte
Les innovations financières résultent d'une interaction complexe entre les besoins d'épargne et d'emprunt des ménages, les besoins de financement des entreprises, la nécessité d'identifier et de gérer les risques, les progrès de la théorie financière et des technologies de l'information, la recherche du profit du secteur financier et, enfin, les facteurs macroéconomiques et réglementaires. En outre, les innovations financières peuvent apparaître de différentes manières en termes de produits, de plateformes ou de processus. Plusieurs explications ont été avancées pour expliquer l'émergence de l'innovation financière.
La théorie économique a beaucoup à dire sur les types de titres qui devraient exister et sur les raisons pour lesquelles certains n'existent pas (parce que certains marchés sont « incomplets »), mais peu sur les raisons pour lesquelles de nouveaux types de titres devraient émerger.
L'une des interprétations du théorème de Modigliani-Miller est que les impôts et la réglementation sont les seules raisons pour lesquelles les investisseurs s'intéressent aux types de titres émis par les entreprises, qu'il s'agisse de titres de créance, de titres de participation ou autres. Le théorème stipule que la structure du passif d'une société ne devrait pas avoir d'impact sur sa valeur nette (en l'absence d'impôts). Les titres peuvent se négocier à des prix différents en fonction de leur composition, mais au final, ils devraient avoir la même valeur.
L'approche traditionnelle des déterminants de l'innovation financière en économie est l'approche rationaliste, que l'on retrouve dans la proposition I de la théorie de la non-pertinence de Modigliani et Miller (M&M). Selon cette proposition, la valeur d'une entreprise est déterminée par sa capacité à générer des profits et par le risque des actifs sous-jacents. La théorie M&M ne reste vraie que si l'on fait des hypothèses substantielles sur les imperfections du marché. Ces imperfections comprennent les asymétries d'information, la sélection adverse et les problèmes d'agence, les marchés incomplets, la réglementation et les taxes, ainsi que d'autres frictions qui limitent la capacité des participants au marché à maximiser l'utilité et qui nécessiteraient des innovations financières pour être réduites.
Outre le théorème M&M, les travaux de Markowitz sur la modélisation du risque, d'Eugene Fama sur l'efficience des marchés financiers, de William Sharpe sur la quantification de la valeur d'un actif et de Black, Scholes et Merton sur la valeur du risque ont ouvert la voie à l'émergence d'innovations financières. Toutefois, le concept de fusion et d'acquisition pose un problème fondamental. La perspective dominante dans la théorie des fusions et acquisitions est axée sur la demande, ce qui ne tient pas compte du fait que les innovations financières peuvent être axées sur la technologie, c'est-à-dire qu'elles peuvent émerger indépendamment des raisons liées à la demande du marché. Pendant longtemps, l'argument « push-pull » a dominé la pensée technique. Les technologues industriels sont arrivés à la conclusion que les deux éléments (push et pull) sont pertinents. À la suite de cette conclusion, l'accent a été mis sur la compréhension de la confluence des éléments économiques, politiques, institutionnels et technologiques à l'origine des innovations. Cet aspect n'est toujours pas résolu dans la littérature sur l'innovation financière.
En outre, la demande pour certains types de titres est susceptible d'être faible. Le modèle d'évaluation du capital, développé pour la première fois par Jack L. Treynor et William F. Sharpe, suggère que les investisseurs devraient se diversifier pleinement et que leurs portefeuilles devraient être composés d'une combinaison d'investissements « de marché » et d'investissements sans risque. Les investisseurs ayant des objectifs de risque/rendement différents peuvent utiliser l'effet de levier pour augmenter le rapport entre le rendement du marché et le rendement sans risque de leurs portefeuilles.
Cependant, Richard Roll affirme que ce modèle est incorrect car les investisseurs ne peuvent pas investir sur l'ensemble du marché. Cela implique qu'il devrait y avoir une demande pour des instruments qui ouvrent de nouveaux types d'opportunités d'investissement (puisque cela rapproche les investisseurs de la possibilité d'acheter l'ensemble du marché), mais pas pour des instruments qui ne font que reconditionner des risques existants (puisque les investisseurs sont déjà exposés à ces risques dans leurs portefeuilles).
Si le monde existait selon le modèle Arrow-Debreu, l'innovation financière ne serait pas nécessaire. Ce modèle suppose que les investisseurs sont en mesure d'acheter des titres qui produisent un rendement si et seulement si un certain état du monde se produit. Les investisseurs peuvent ensuite combiner ces titres pour créer des portefeuilles avec les rendements souhaités. Le théorème fondamental de la finance stipule que le prix de l'assemblage d'un tel portefeuille sera égal à sa valeur attendue sous une mesure appropriée de neutralité du risque.

## Exemples historiques d'innovations financières
(décembre 2014).
Les innovations financières émergent à la fin des années 1990 et connaissent un pic entre 2004 et 2012. Il en existe toutefois depuis le début du XXe siècle. Ainsi, les produits dérivés sont nés à la fin des années 1980 en réaction à l'instabilité des changes flottants et au comportement erratique des taux d'intérêt.
On trouve aussi le développement important des CDS et des CDO après la récession du début des années 2000, avec la technique copule[précision nécessaire], ainsi que la généralisation des transactions à haute fréquence dans le monde par les animateurs de marché.